# 가사이정 (효고현)
가사이정(加西町)은 효고현 가사이군에 설치되었던 정이다. 현재의 가사이시에 해당한다.